# 묵가
묵가(墨家)는 춘추전국시대에 존재하였던 제자백가의 한 학파로, 묵자(墨子, 기원전 470~391?)를 시조로 하며, 전국시대에 활약하다가, 진시황의 통일 이후 홀연히 사라졌다.
묵가는 유가 · 도가와 동시대에 출현하여 발전되었고 춘추전국시대의 제자백가 중 주요 네 철학 학파 (유가 묵가 도가 법가) 중의 하나였다. 이 시기에 묵가는 유가의 주요 경쟁 상대였다.
묵자는 겸애설(兼愛說)을 가르쳤다. 겸애는 조건없이 사람들 전체를 사랑하고 서로 이롭게 하는 것이다. 하늘의 뜻이 바로 겸애이고, 하느님은 겸애의 화신이다. 또한 묵자는 서로를 이롭게 한다(交相利)는 시각에서 근면한 노동으로 물자를 생산할 것과 절용(節用, 쓰임의 절약, 儉約 · 검약) 등을 주장했다. 또한 유명한 사상으로는 인재 등용론인 상현(尙賢)과 공격 전쟁 반대인 비공(非攻) 등의 사상이 있다. 또한, 묵자는 체험을 근본으로 하여 사물의 본질을 추론하는 논리적 사고를 중국에서 최초로 창시한 인물로 최근에는 높이 평가되고 있다.
현대에서, 묵가는 철학파로서는 사라졌지만 소수의 아시아 비밀 단체들은 스스로를 묵가 사상의 추종자로 생각한다.

## 개요
전국시대에 묵가(墨家)는 유가와 나란히 선 유력한 학파(顯學)였다. 예를 들어, 맹자는 당시에 묵자(墨子)와 양주(楊朱: 도가 학파의 선구자)의 사상이 천하에 가득 찼다고 탄식했다. (맹자 [등문공] 하) 한비자(韓非子)도 "세상의 현학(顯學)은 유儒)와 묵(墨)이다"라고 하였다. 한나라 시대까지 "유묵"이라 통칭했다. '현학(顯學)'이란 '드러난 학파'라는 뜻으로, 전국시대까지 학파로 자칭하면서 집단 활동했던 것은 유가와 묵가 뿐이었다. 도가나 법가 명가 등은 한나라 때, 제자백가의 학술을 정리하면서, 유사한 사상가들을 묶어서 부른 이름이었다.
진시황이 통일을 한 이후 묵가 학파는 급격히 소멸했다. 묵가에 대한 특별한 탄압도 없었는데 소리없이 사라진 이유는 통일 국가가 묵가의 존립에 극히 불리했기 때문이다. 분열된 국가가 싸워야 성 방어로 먹고 사는 묵가가 존립할 수 있었다. 게다가 전체에 대한 무차별적 사랑, 절대자인 인격신에 대한 믿음, 군주 추대론 등은 통일 국가에 걸맞지 않았다. 묵가는 한나라 때 이미 잊혀졌다. 다만 위진 시대에 도교가 생기고, 불교의 대장경에 맞서서 도교가 '도장경'을 만들면서 거기에 《묵자(墨子)》를 넣었다. 청나라 때 와서 고증학이 발흥하면서, 어려운 문헌의 고증 경쟁이 붙었다. 이에 손이양이 묵자 주석을 집대성한 묵자한고를 씀으로써 묵자와 묵가 학파는 다시 화려하게 조명을 받게 된다.
묵자는 처음에 유가의 학자인 사각(史角)에게 배웠다고 한다. 또한 묵자 책에는 유가의 경전인 시경 서경이 널리 인용된다. 하지만 그의 사상은 유가사상에 정반대로 나간다. 공자가 지배층의 입장에서 사상을 전개했다면, 묵자는 피지배층의 입장에서 전개한다. 중국 역사상 피지배층에 근거한, 피지배층을 옹호하는 유일한 사상이 묵자이다.
묵자 책은 다섯 부분으로 이루어져 있다. ⑴ 입문서, ⑵ 10론(論) - 열 가지 주제. ⑶ 묵경(墨經) - 논리적 과학적 명제들. ⑷ 묵자의 어록, ⑸ 성 방어 기술. - 이 가운데 묵자 사상을 대표하는 것은 ⑵와 ⑶이다. 일반적으로 묵자의 사상은 ⑵에서 다루는 10가지 주제라고 한다. 겸애(兼愛) · 천지(天志; 하느님의 뜻) · 상동(尙同; 위와 같아짐) · 상현(尙賢; 현자를 높임) · 비공(非攻; 공격을 부정함) · 비악(非樂; 음악을 부정함) · 비명(非命; 운명을 부정함) · 절용(節用; 쓰임을 절약함) · 절장(節葬; 장례식을 절약함) · 명귀(明鬼; 귀신을 밝힘) · 비유(非儒; 유가를 비판함) 등이 있다.
묵가 학파는 개조(開祖)인 묵자 때부터 거자(鉅子; 우두머리)가 이끄는 집단을 이루었다. 묵가 집단은 ⑴ 무사이며 군인이고, ⑵ 기술자였다. ⑴ 묵가는 성 방어 전문가였다. 그들은 성 방어를 수주하여 먹고 살았다. ⑵ 묵가는 기술자(工人)의 집단이었다. 성 방어를 위해서는 다양한 무기를 제작해야 한다. 무기는 어떤 시대에도 그 시대의 최고의 기술이 적용된다. 따라서 묵가 무리는 당시에 최고의 기술자 집단이었다. ⑶ 묵가의 무리는 또한 절대자 인격신을 믿은 종교적 집단이었다. 묵자는 겸애가 하느님의 뜻임을 누누이 강조한다. 하느님의 뜻에 따를 때 하느님이 상을 내리고, 따르지 않으면 벌을 내린다고 한다. 이는 유가가 '의례(儀禮) 전문가(儒)로서 의례를 집행하면서 먹고 살았던 것과 대조적이다. 유가는 기본적으로 지식인이라면, 묵가는 기본적으로 무사이다. 문(文)과 무(武)의 차이이다.

## 주요 사상

### 겸애
"보편적인 사랑" - 겸애(兼愛)는 '전체를 사랑함'을 뜻한다. '兼'은 전체라는 뜻이다. 세상 전체를 사랑한다는 것은 부분만 사랑하는 것과 반대이다. 부분을 사랑한다는 것은 나머지를 차별한다는 말이다. 겸애의 반대는 별애(別愛; 구분하여 사랑함)이다. 유가가 부모형제의 가족적 혈연에 근거한 사랑을 윤리의 기본으로 삼는다. 반면 묵가는 그러한 가족적 사랑은 별애라 보고, 어떤 구별도 하지 말고 세상 전체의 사람들을 사랑하라는 겸애(兼愛)을 주장한다. 겸애는 '무차별적 사랑'이라기 보다는 '조건없는 사랑'이다. 묵자는 신분적 차별을 인정한다. 겸애는 어떤 조건도 달지 않는 사랑이다. 나의 가족인가, 나의 임금인가, 나의 친척인가, 이런 조건을 붙이지 말고, 전체를 사랑하는 것이다.
능력에 한계가 있는 인간이 세상 전체를 사랑하기는 어렵다. 따라서 묵자는 겸애가 하느님의 사랑이라 한다. 하느님은 만물을 공평하게 사랑한다. 하느님의 눈으로 볼 때 누구는 사랑하고 누구는 사랑하지 않을 수는 없다. 따라서 겸애는 아가페적 사랑이다. 반면 유가의 사랑은 조건이 달린 사랑, 인간적 사랑, 에로스(eros)적 사랑이다.

### 천지(天志)
"하느님의 뜻" - 묵자는 저 하늘에 있는 유일신 절대자인 하느님을 믿는다. 이는 기독교에서 말하는 신과 비슷하다. 중국의 대다수의 학파들은 유일신을 믿지 않았다. 유일하게 묵자 학파가 유일신을 믿는다. 묵자는 하느님이 겸애를 하시며, 또한 인간이 겸애하기를 바란다고 한다. 겸애를 하면 상을 주고, 하지 않으면 벌을 준다. 하느님은 상과 벌을 주는 절대자이다.
묵자가 보건대, 아래 사람이 윗사람에게 복종해야 한다. 백성은 관리에게, 관리는 군주에게 복종한다. 군주는 바로 하느님에게 복종해야 한다. 따라서 하느님의 뜻인 겸애를 군주가 실천하고, 관리가 수행해야 한다.

### 상동(尙同)
"위와 같아짐" - 尙은 上과 같은 뜻이다. 따라서 尙同은 '위와 같아짐'을 의미한다. 아랫사람은 반드시 윗사람의 명령을 따라야 한다. 이렇게 위에 절대 복종하는 대신, 윗사람은 아래 사람들에게 겸애를 해야 한다. 아랫사람의 복종과 윗사람의 겸애, 이것을 서로 맞교환하는 관계, 묵자는 이것을 국가라고 본다. 이 맞교환은 일종의 계약 관계이다. 아랫사람이 복종하지 않으면 계약 위반이므로 처벌할 수 있다. 반대로 윗사람이 겸애(자기 아랫사람 전체를 사랑함)하지 않으면, 이 역시 계약 위반이므로 그 자리에서 물러나야 한다.
상동은 상현과 함께 가는 이론이다. 전체를 사랑하는 겸애를 하는 것은 쉽지 않다. 겸애를 잘 하는 것은 현명한 자의 기본 조건이다. 현자를 높임(尙賢) 가운데 가장 중요한 것은 현자를 윗사람으로 추대하는 것이다.

### 상현(尙賢)
상현(尙賢)은 '현명한 이를 높임'을 뜻한다. 묵자에게서 현자의 가장 중요한 기준은 겸애를 하는 것이다. 겸애는 전체를 사랑하는 것이다. 묵자는 실제적인 사람이다. 사랑을 한다는 것은 구체적으로 실질적인 이익을 주는 것이다. 예컨대 배고픈 자에게 먹을 것을, 피곤한 자에게 쉴 곳을 제공하는 것이다. 따라서 현자란 바로 이런 물질적 이익을 준다. 유가에서 현자는 인격과 덕을 갖춘 자이다. 인재의 등용에 있어 인격적 덕의 유무를 기준으로 한다. 인격을 기준으로 군자와 소인의 구별을 엄격히 한다. 반면 묵가에서 현자는 현실적 이익을 이루는 사람이다. 동시에 현실적 이익을 일부가 아니라 전체에게 주는 사람이다.

### 절용(節用)·절장(節葬)
묵자는 백성의 세 가지 근심을 '배고픈 자가 먹지 못하고, 추운 자가 입지 못 하고, 피곤한 자가 쉬지 못 함'이라 한다. 이 세 가지 것의 끝은 죽음이다. 그는 국가의 의무가 바로 이런 백성의 의식주 문제의 해결이라 확신한다. 따라서 묵자는 부지런히 노동해서 생산할 것을 강조한다. 동시에 생산된 물자의 낭비를 극력 비난한다. 따라서 '쓰임의 절약'(節用)은 묵자의 기본적 주장에 들어간다.
나아가 그는 유가에서 강조하는 장례와 초상, 제사도 낭비로 간주한다. 죽은 자를 위해서 호화스럽게 장례와 제사를 지내는 것은 반대로 산 자를 궁핍하게 만든다. 따라서 장례와 제사를 최소화할 것을 주장한다. 절장(節葬)이 바로 그것이다. 죽은 자를 위하기 보다는 산 자의 생명을 위하라.

### 비악(非樂)
묵자가 절장(節葬)론을 통해서 유가의 예(禮)를 비판했다면, 비악(非樂; 음악 부정)을 통해서 음악을 부정한다. 유가는 늘 '예악(禮樂)'을 군자의 교양, 혹은 인격 수양의 기본으로 강조한다. 묵자는 하층민의 의식주의 문제라는 점에서 '예와 음악' 둘 다를 비판 부정한다. 묵자가 보건대 음악은 낭비이다. 물자의 허비이다. 음악은 순간의 예술이다. 그 당시에 음악을 듣기 위해서는 음악가들이 연주하고 노래를 해야 했다. 생음악만이 있었다. 당시의 군주나 제후는 잔치를 벌이고 사냥을 하면서 음악을 즐겼다. 하층민의 입장에 선 묵자가 보건대, 이것은 더할 나위 없는 낭비이고 사치에 불과했다.
중국에서는 음악이나 예술, 종교, 혹은 학술을 부정하는 전통이 뿌리깊게 이어진다. 묵자는 음악과 예술을 부정했다. 진시황은 분서갱유를 했다. 위진 시대 이래로 5무(武)1종(宗)이라 일컬어지는 황제들이 불교를 탄압했다.(廢佛) 가깝게는 1960년대에 문화대혁명으로 처절하게 지식인을 탄압했다.

### 비공(非攻)
'非攻'은 '공격을 반대함'이다. 이는 겸애설의 확장이다. 전체를 사랑함과 남을 공격하지 않음은 동전의 앞뒤와 같다. 비공 이론은 국가 사이의 이론이다. 땅을 뺏기 위해서, 혹은 약탈하기 위해서 다른 나라를 공격하지 말라. 내 나라 안에도 노는 땅은 많다. 그것을 개간하고 부지런히 노동하면 물자는 얼마든지 더 생산할 수 있다. 왜 스스로 내부적인 노력을 하지 않고, 외부적으로 공격하려 드는가?
묵자는 당시의 대세인 '정복 전쟁'을 반대한다. 대신 국가 사이의 공존을 주장한다. 내가 남을 공격하지 않지만, 남이 나를 공격할 수 있다. 그 경우에는 가차없이 대응 응징해야 한다. 묵자는 공격 전쟁을 반대하지만, 동시에 방어 전쟁을 찬성한다.
비공론은 무장 중립과 현상 유지를 의미한다. 전국 시대 7개 국가의 공존을 주장한 것이다. 전국 시대에는 묵자처럼 현상 유지론보다는 정복 전쟁을 해서 천하 통일을 하자는 것이 대세였다. 진나라 이후 중국은 분열하지만, 늘 천하 통일을 목표로 한다. 반면 묵자는 천하 통일보다는 분열된 국가들의 평화 공존을 주장한다.
·

### 비명(非命)
'非命'은 '운명을 부정함'이다. 묵자는 일체의 운명론을 부정한다. 사람이 노력하면 노력한만큼 이루어진다. 인간의 노력과 상관없이 운명이 지배하는 것은 없다. 왜 묵자는 운명론을 부정하는가? 그가 하느님의 뜻을 믿기 때문이다. 하느님은 절대자이기 때문에, 하느님의 뜻인 겸애를 하면 반드시 이루어진다. 묵자는 늘 자신의 뒤에는 하느님이 계신다는 것을 믿었다. 따라서 자신의 행위가 어두운 운명에 지배를 받는다고 생각하지 않았다.
반면 공자 이래로 맹자 등 유가는 "사람의 일을 다하고, 하늘의 명령을 기다리라"(盡人事 待天命)고 한다. 사람이 할 수 있는 것은 자신의 인격을 수양해서(修己) 세상을 다스리는 것(治人)이다. 그들은 묵자처럼 절대자 하느님을 믿지 않았다. 따라서 그들의 행위에 대해서 보증해 주는 초월자가 없었다. 그들은 자신의 최선을 다하지만, 그것이 꼭 이루어지리라 확신을 하지 못 한다. 결국 성패는 어두운 운명에 달려 있다. 그래서 최선의 노력을 다하고, 그 결과를 운명으로 받아들이라 한다. 마음을 편안하게 해서 운명 앞에 서라(安心立命)고 한다.

### 명귀(明鬼)
'明鬼'는 '귀신을 밝힘' 혹은 '밝게 아는 귀신'을 뜻한다. 묵자는 하느님 뿐만 아니라 귀신의 존재도 믿는다. 하느님이 인간에게 상과 벌을 내리듯이, 귀신도 사람에게 상과 벌을 내린다. 하느님의 뜻이 겸애이듯이, 귀신의 뜻도 겸애이다. 따라서 겸애를 하라. 그러면 하늘도 상을 주고 귀신도 상을 준다.
유가는 공자 이래로 귀신의 존재를 믿지 않는다. 귀신이 오는 것을 전제로 해서 하는 제사 역시, 귀신이 "있는 듯이" 생각하면서 하라고 한다. 반면 묵자는 귀신의 존재를 확고하게 믿었다. 그의 귀신은 겸애와 연관된다. 늘 예측 가능한 초월자이다. 반면 민간 신앙에서 귀신은 무섭고 예측 불가능하다.

## 거자(鉅子)
'鉅子’는 ‘큰 사람’이라는 뜻으로, 묵가 무리의 지도자를 의미한다. 鉅는 ‘크다’(巨)의 뜻과 동시에 ‘金’이 붙은 단어이므로 ‘연장통’을 뜻했을 것이라 추측하기도 한다. 기술자 집단에서는 연장통을 관리하는 사람이 우두머리이기 때문이다. 현재 문헌상 밝혀진 거자는 다음과 같다.
묵자(墨子) ; 묵가 학파의 창시자이며, 초대 거자이다. 묵자 책에는 그의 제자로 ‘질비(跌鼻; 넘어진 코, 코삐뚤이), 경주(耕柱; 밭가는 기둥) 등이 나온다.
금골리(禽滑釐) ; 묵자 다음의 거자인 것 같다.
복돈(腹䵍) - 진나라 묵가의 우두머리였다. 진나라 혜왕(惠王) 때, 그의 아들이 살인을 저질렀다. 혜왕이 사면하려 했으나, 복돈은 묵가의 법을 내세워 아들을 사형시켰다. (여씨춘추 거사(去私)편)
맹승(孟勝) ; 초나라 도왕(悼王) 때 거자이다. 양성군의 영지를 지키지 못 하자, 전양자에게 거자를 물려 주고, 제자 180여명과 집단 자살을 했다. (여씨춘추 상덕(上德) 편)
전양자(田襄子) ; 송나라의 거자. 맹승에게서 물려 받았다.

## 같이 보기
- 아가페
- 금욕주의
- 묵가병법